# The Dark (album)
The Dark er det andet album af det amerikanske heavy metal-band metal Church, som blev udgivet den 6. oktober 1986 gennem Elektra Records

## Spor
1. "Ton Of Bricks" – 3:04
2. "Start The Fire" – 3:47
3. "Method To Your Madness" – 5:01
4. "Watch The Children Pray" – 5:58
5. "Over My Dead Body" – 3:34
6. "The Dark" – 4:10
7. "Psycho" – 3:32
8. "Line of Death" – 4:49
9. "Burial at Sea" – 5:00
10. "Western Alliance" – 3:24